# Ловянников, Николай Алексеевич
Николай Алексеевич Ловянников (1925, Труновское, Ставропольский округ, Северо-Кавказский край, РСФСР, СССР — 9 апреля 2001 или 6 апреля 2000, Ставропольский край) — Участник Великой Отечественной войны. советский работник строительной отрасли, машинист экскаватора, Герой Социалистического Труда.

## Биография
Родился в 1925 году в селе Труновское ныне в Труновском районе Ставропольского края России.
Служил в Красной Армии. Участник Великой Отечественной войны. Призван Труновским РВК Ставропольского края. На 3-м Украинском фронте с декабря 1943 года. Воевал наводчиком орудия в 1249-м истребительно-противотанковом Криворожском артиллерийском ордена Богдана Хмельницкого полку 49-й истребительно-противотанковой артиллерийской бригады РГК.
Награждён орденом Красной Звезды за то, что 14 марта 1945 года в районе восточнее Шаркерестур (Венгрия) отразил атаку танков и пехоты противника и уничтожил приэтом 1 танк и до 15 автоматчиков.
После увольнения из Вооруженных Сил работал машинистом экскаватора специализированного управления № 10 треста (с 1970 года -производственного объединения) «Южгазпроводстрой» Миннефтестроя СССР — Главгаза СССР — Мингазпрома СССР — Миннефтегазстроя СССР.
Принимал участие в строительстве первых газопроводов в Ростовской области. Его экскаватор прошел по трассам Ростов—Таганрог—Жданов—Ставрополь—Москва. Участвовал в сооружении газопроводов на города Каменск и Белую Калитву.
Указом Президиума Верховного Совета СССР от 1 июля 1966 года за выдающиеся заслуги в развитии газовой промышленности и достижение высоких технико-экономических показателей при выполнении заданий семилетнего плана Ловянникову Николаю Алексеевичу присвоено звание Героя Социалистического Труда с вручением ордена Ленина и золотой медали «Серп и Молот».
1 июля 1966 года за выдающиеся заслуги в развитии газовой промышленности и достижение высоких технико-экономических показателей при выполнении заданий семилетнего плана машинисту экскаватора СУ № 10 управления механизации треста «Южгазпроводстрой» Николаю Алексеевичу Ловянникову было присвоено звание Героя Социалистического Труда с вручением ордена Ленина и золотой медали «Серп и Молот». Также награждён медалями.
Жил в Ставропольском крае.

## Награды
- Золотая медаль «Серп и Молот» (01.07.1966);
- Орден Ленина (01.07.1966).
- Орден Отечественной войны II степени (11.03.1985)[4]
- Орден Красной Звезды(04.04.1945)[5]
- Медаль «За трудовое отличие»

- - медали, в том числе:
  - «В ознаменование 100-летия со дня рождения Владимира Ильича Ленина» (6 апреля 1970)
  - «За победу над Германией в Великой Отечественной войне 1941—1945 гг.» (1945)[6]
  - «20 лет Победы в Великой Отечественной войне 1941—1945 гг.» (7 мая 1965[7])
- Юбилейная медаль «Тридцать лет Победы в Великой Отечественной войне 1941—1945 гг.»[8]
- Медаль «Сорок лет Победы в Великой Отечественной войне 1941-1945 гг.»[9]
  - «Ветеран труда»
  - «30 лет Советской Армии и Флота»[10]
  - «40 лет Вооружённых Сил СССР»[11]
  - «50 лет Вооружённых Сил СССР» (26 декабря 1967[12])
- Знак «Гвардия»
- Знак «25 лет победы в Великой Отечественной войне» (1970)